# Апельганец, Юрий Яковлевич
Юрий Яковлевич Апельганец (род. 11 марта 1962 года) — советский спортсмен (хоккей на траве).

## Карьера
В 1980—1992 годах играл в алма-атинском «Динамо».
В чемпионате СССР провёл 348 игр, забил 220 мячей.
Двенадцатикратный чемпион СССР (1981—1992), серебряный призёр чемпионата СССР (1980).
Пятикратный обладатель Кубка СССР (1982, 1983, 1984, 1986, 1987), трёхкратный финалист Кубка СССР (1985, 1989, 1990).
Обладатель Кубка европейски чемпионов 1982 и 1983 годов.
Победитель VIII Спартакиады народов СССР (1983) в составе сборной Казахской ССР.
Пять раз включался в список 22 лучших хоккеистов года (1983—1987).
В сборной СССР провёл 14 игр, забил 4 мяча.

## Образование
Выпускник Казахского ГИФКа (1987).